# یواس‌اس تئودور روزولت (سی‌وی‌ان-۷۱)

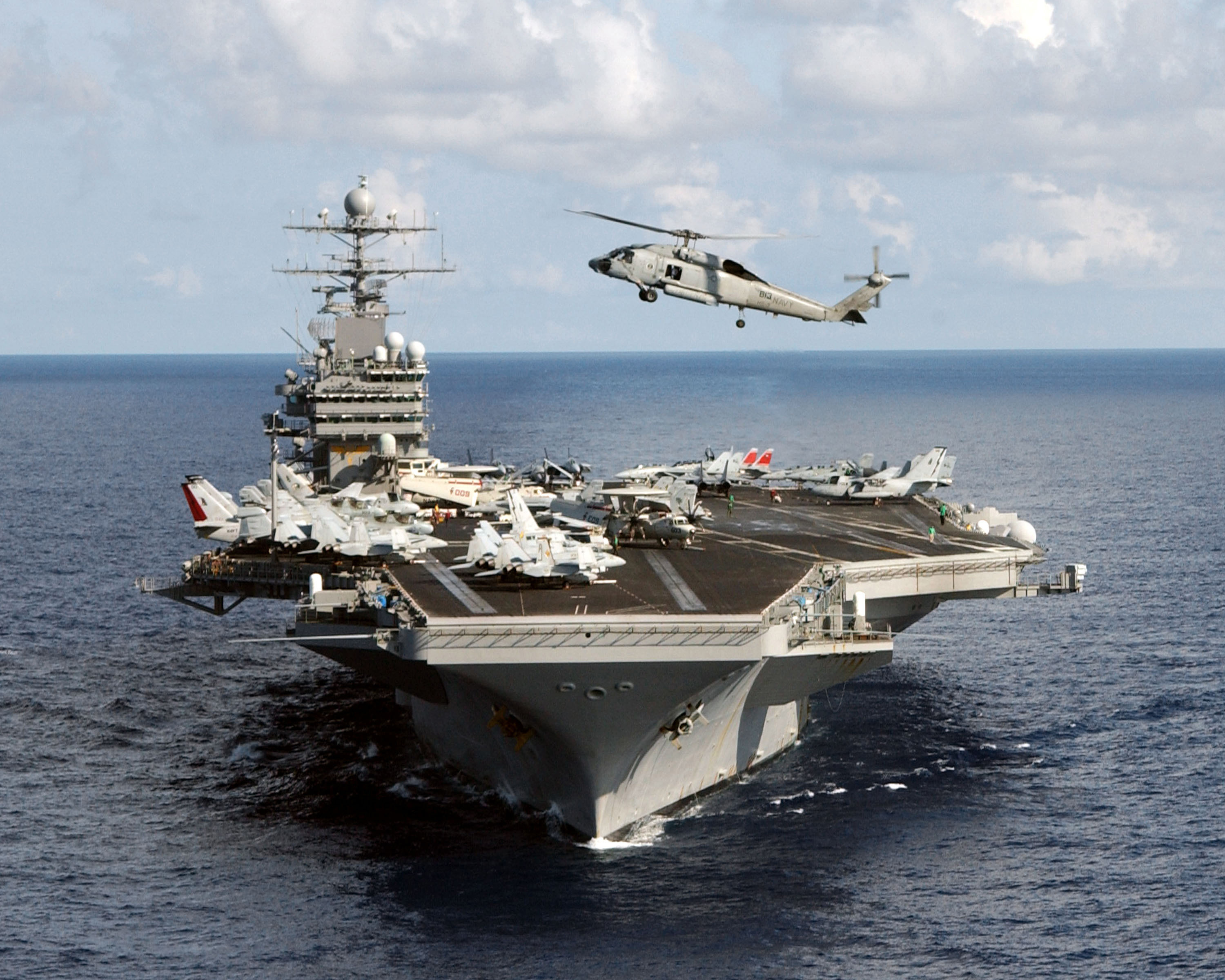

ناو هواپیمابر تئودور روزولت یا یو اس اس تئودور روزولت (سی وی ان-۱۷) (به انگلیسی: USS Theodore Roosevelt) نام یک ناو هواپیمابر متعلق به نیروی دریایی ایالات متحده آمریکا است.
این ناو هواپیمابر در دسامبر ۱۹۸۴ به دریا انداخته شد و پایگاه خانگی آن در نورفوک، ویرجینیا است.
این ناو ۳۳۳ متر طول دارد و مجهز به دو راکتور هسته ای ساخت وستینگهاوس است.
این ناو در پی دنیاگیری ۲۰–۲۰۱۹ کروناویروس و وجود موارد مشکوک به کووید ۱۹ در گوآم پهلو گرفت. برت کروژر ناخدای این ناو از واشینگتن درخواست کمک کرد و گفت پس از مثبت شدن تست حدود ۱۰۰ ملوان این ناو، بیم آن دارد که همه‌گیری به سرعت در این کشتی غول‌پیکر نظامی گسترده شود. برت کروزیر بعد از آنکه گفت نیروی دریایی برای متوقف کردن شیوع ویروس کرونا در این ناو کم‌کاری می‌کند، از پست خود برکنار شد.

## نگارخانه

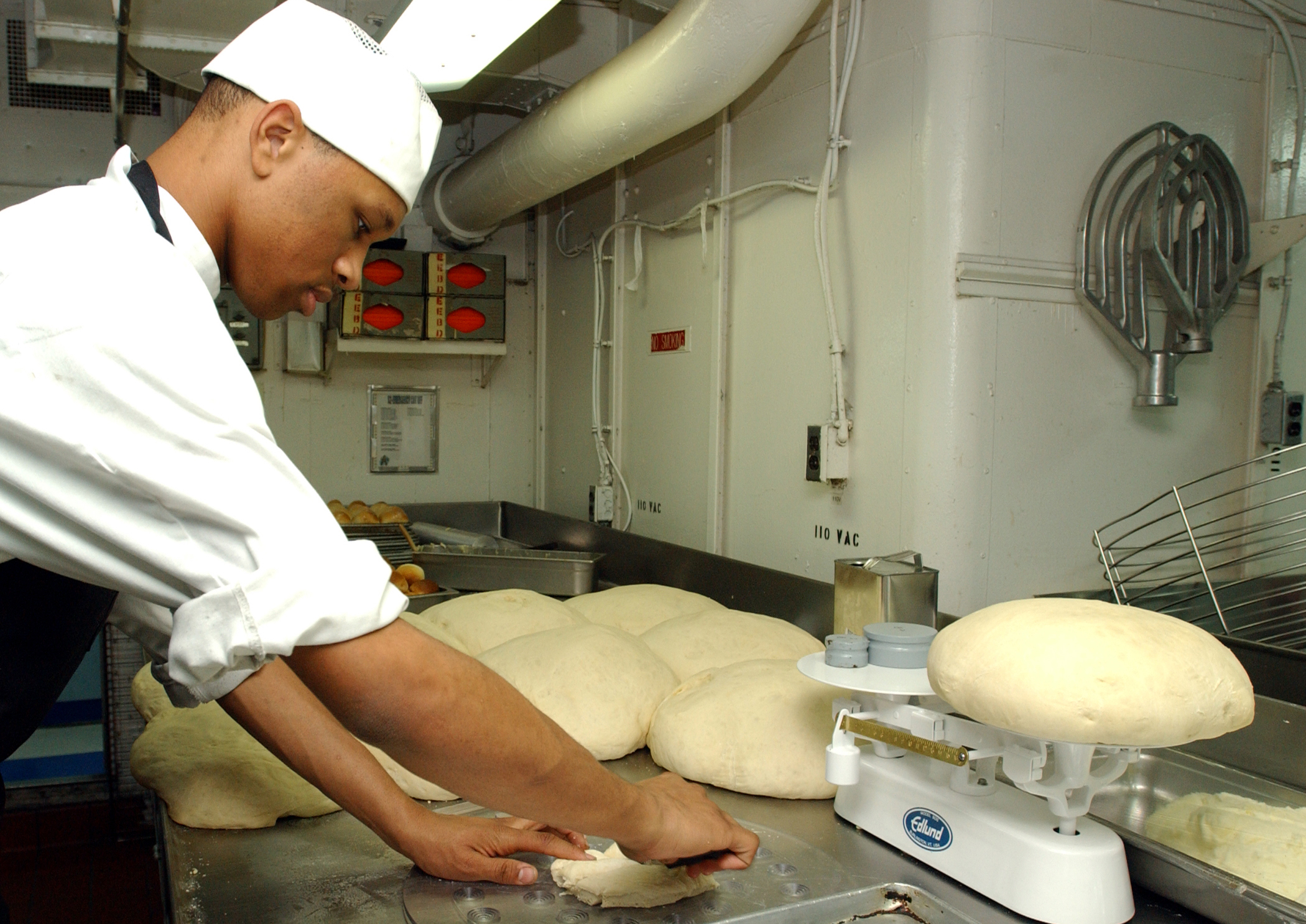
نانوا
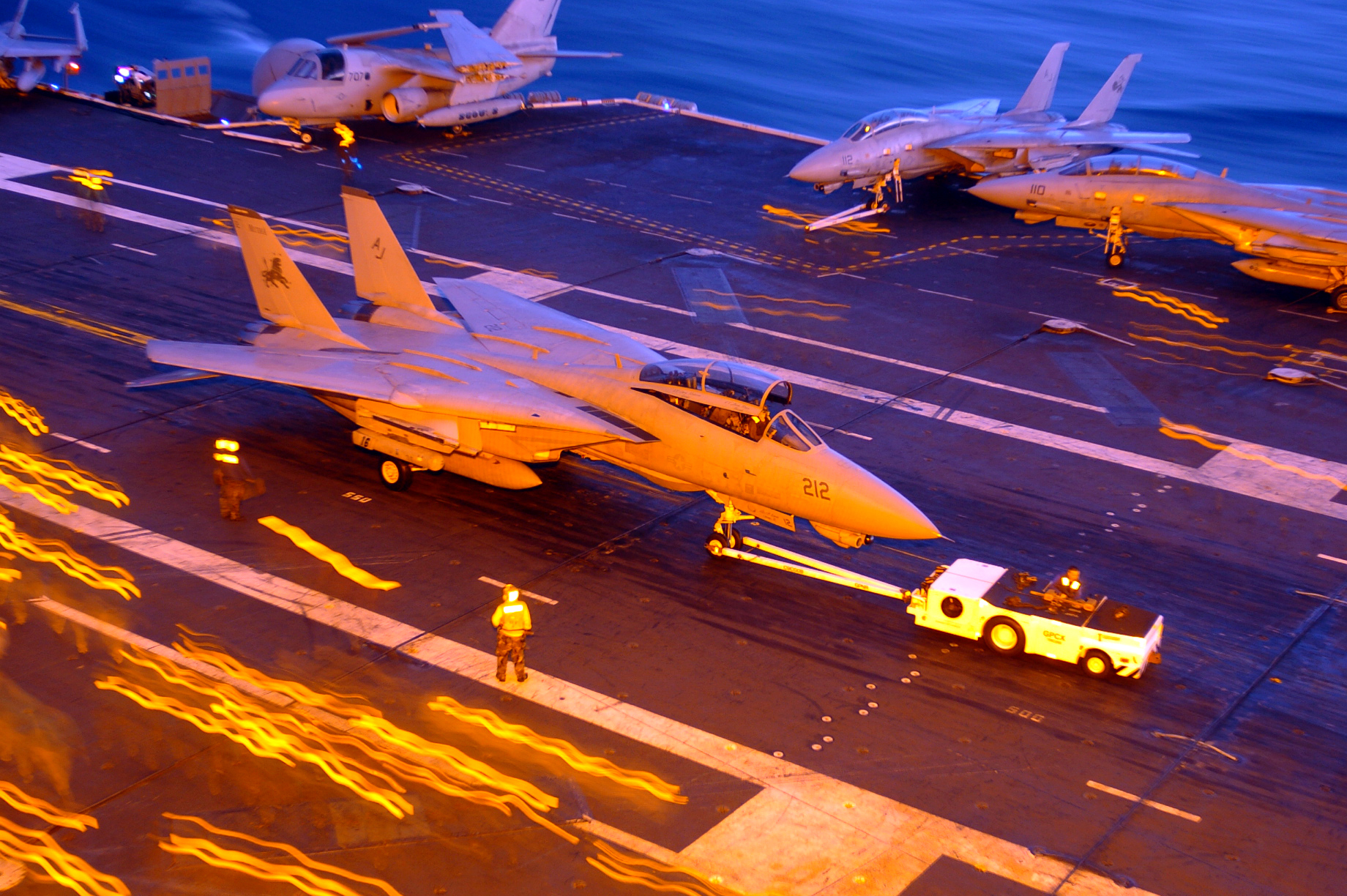
عصر
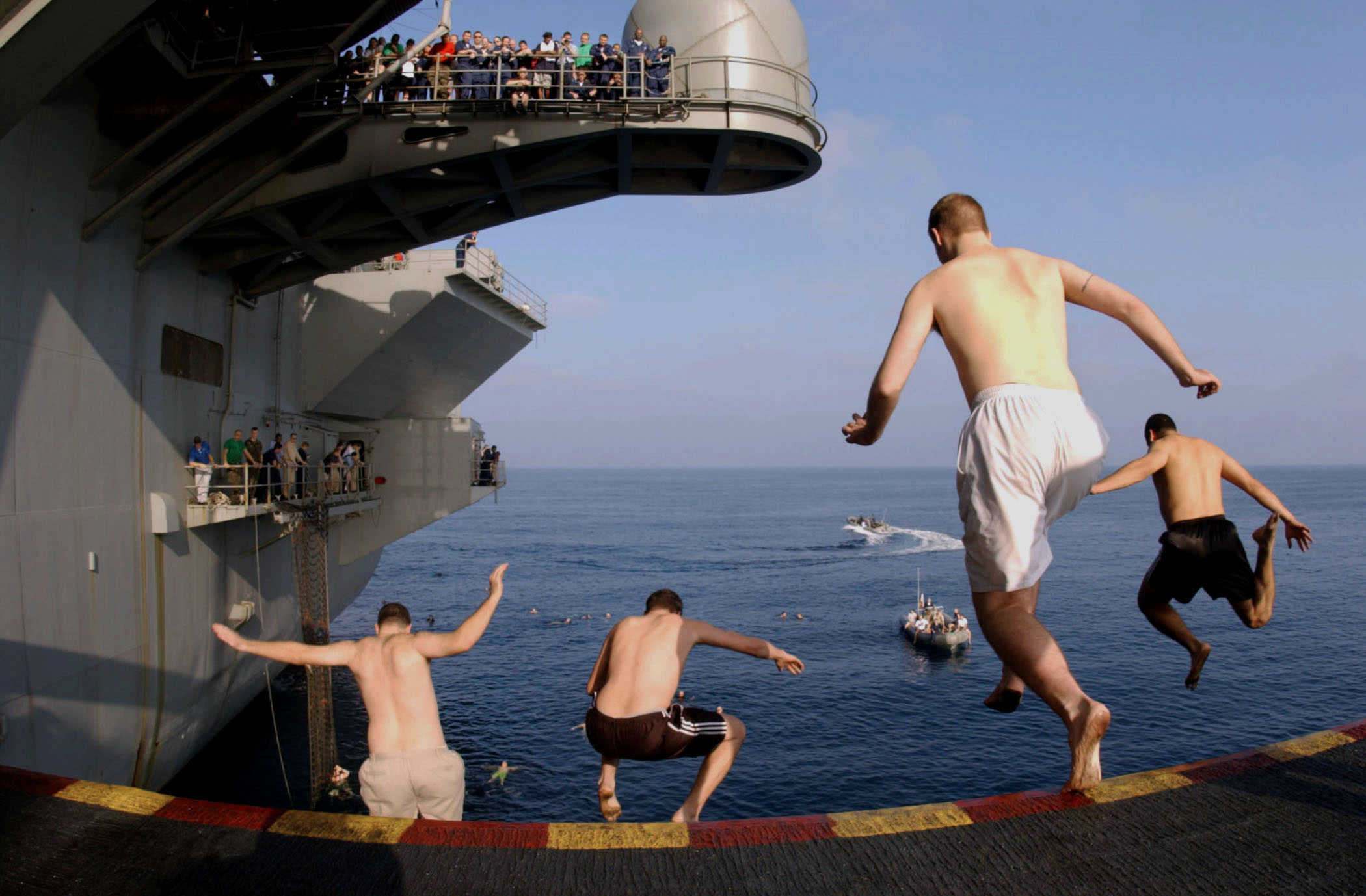
تفریح
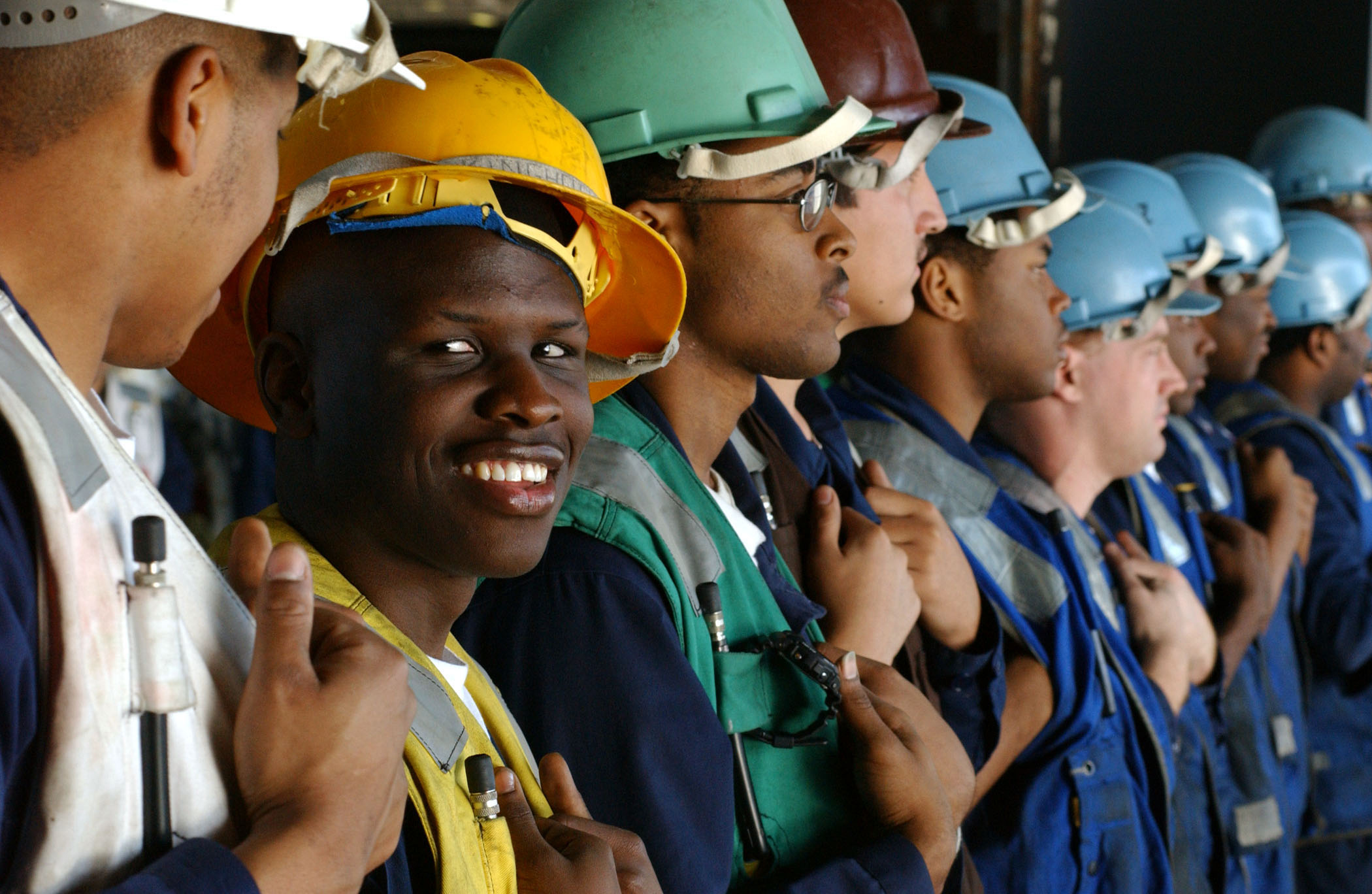
خدمه
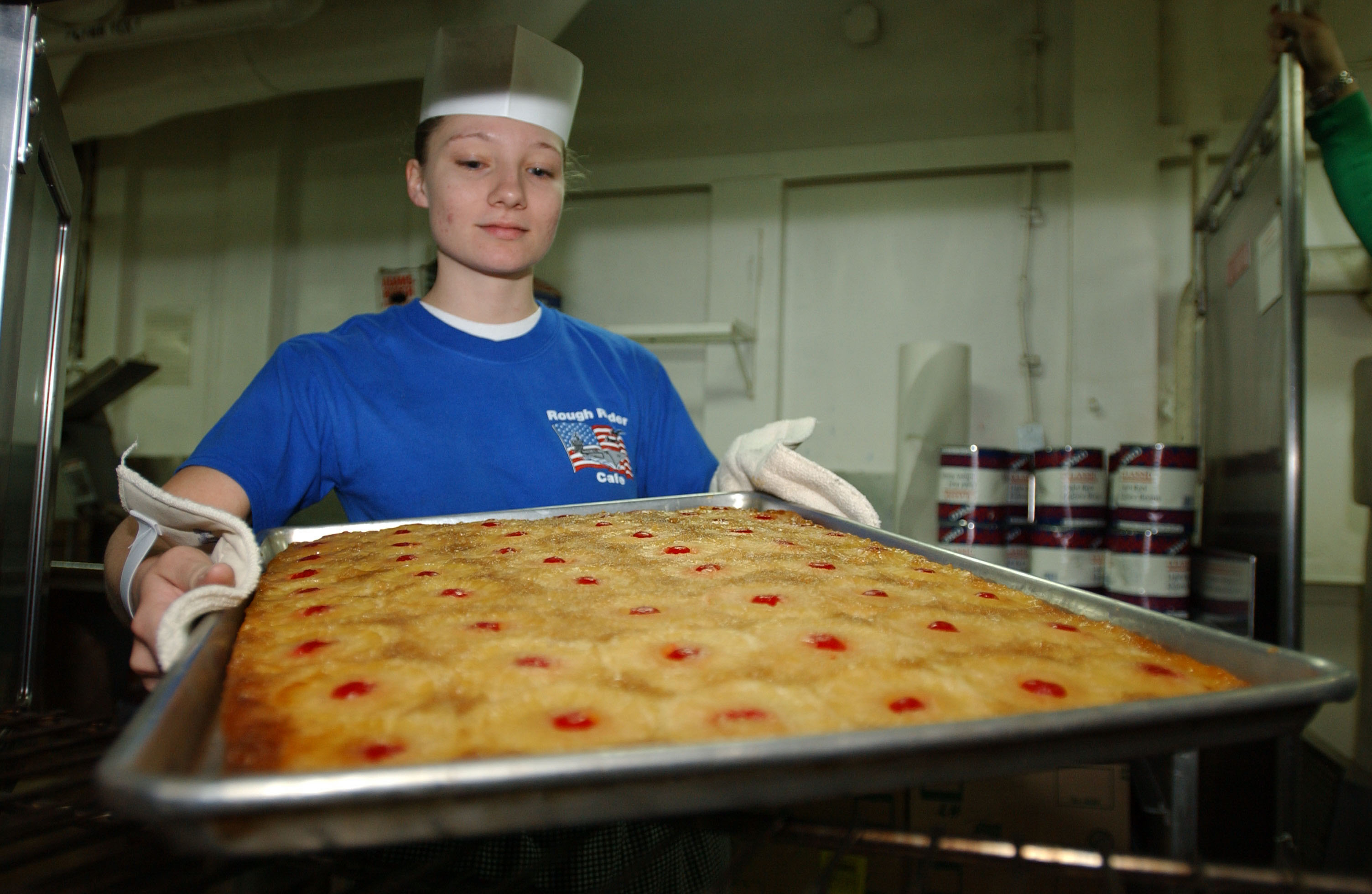
قنادی
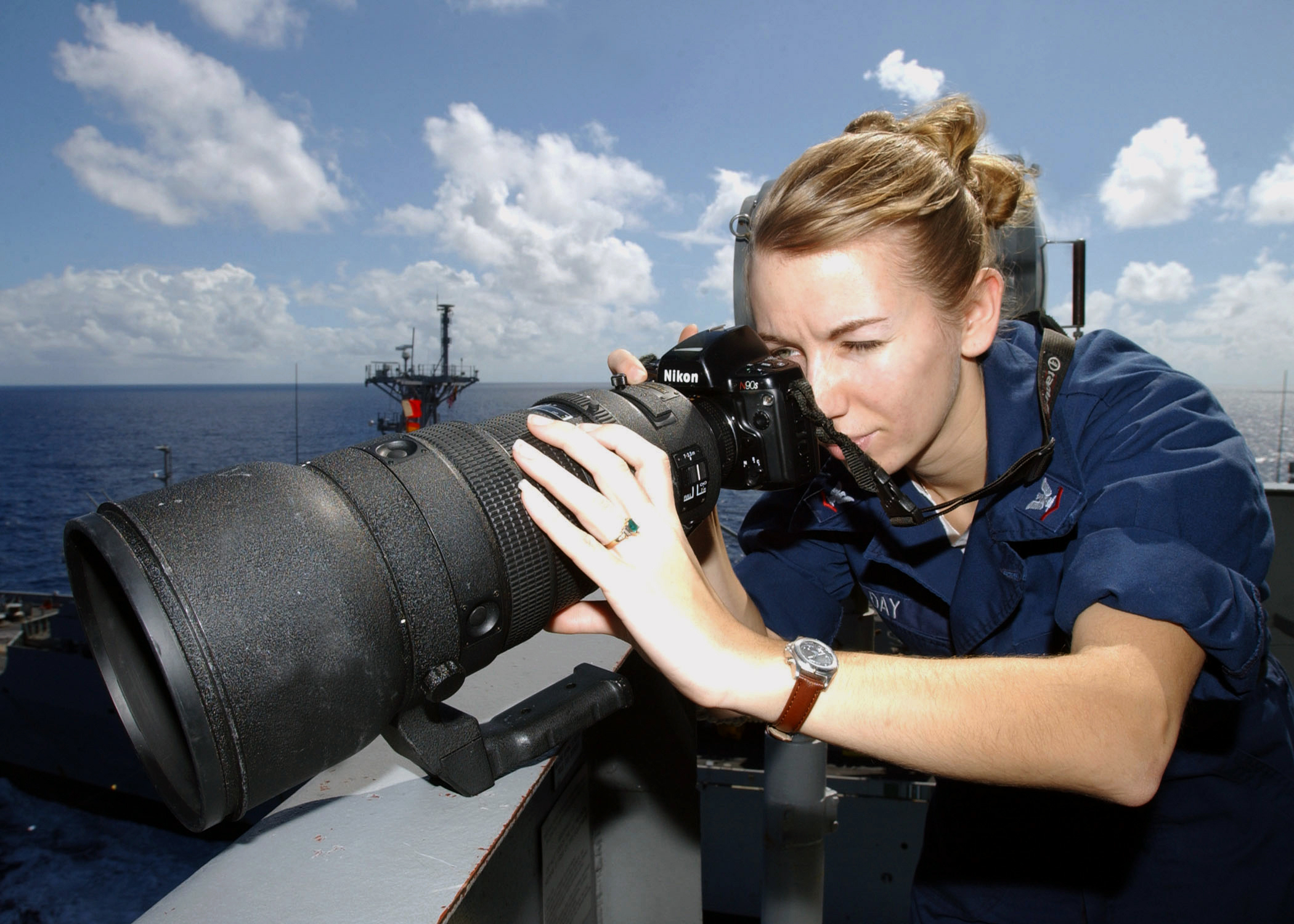
عکاس نظامی